# Джервонта Девіс — Раян Гарсія
Бій Джервонта Девіс — Раян Гарсія (англ. Gervonta Davis vs. Ryan Garcia) —  професійний боксерський поєдинок між чемпіоном WBA (Regular) у легкій вазі Джервонтою Девісом та колишнім чемпіоном тимчасової першості WBC у легкій вазі Раяном Гарсією. Бій відбувся 22 квітня 2023 року на Ті-Мобіл Арені в Парадайзі (штат Невада). Джервонта Девіс здобув перемогу нокаутом у 7-му раунді.

## Транслятори
| Країна/регіон | Безкоштовні | Кабельні/супутникові | Платні                | Стріми                |
| ------------- | ----------- | -------------------- | --------------------- | --------------------- |
| США           | Н/Д         | Н/Д                  | Showtime PPV DAZN PPV | Showtime PPV DAZN PPV |